# Protojaniroides perbrincki
Protojaniroides perbrincki is een pissebed uit de familie Protojaniridae. De wetenschappelijke naam van de soort is voor het eerst geldig gepubliceerd in 1955 door Thomas Theodore Barnard.